# Edith Ceccarelli
Edith Rose Ceccarelli (née Recagno, anciennement Keenan ; 5 février 1908 – 22 février 2024) était une supercentenaire américaine. À 116 ans et 17 jours, elle était la personne la plus âgée vivant aux États-Unis, et elle était également la deuxième personne la plus âgée au monde après l'Espagnole Maria Branyas Morera.

## Biographie
Née à Willits, en Californie, le 5 février 1908, Ceccarelli était l'aînée des sept enfants des immigrants italiens Agostino (1874-1965) et Maria Recagno (1881-1973), qui ont tous deux vécu jusqu'à 90 ans. Son père était un ouvrier du bois qui vendait également des produits d'épicerie en calèche avant d'ouvrir un magasin à Willits en 1916. Elle est diplômée de la Willits Union High School en 1927.
Ceccarelli a dansé régulièrement jusqu'à un âge avancé et a vécu de manière indépendante jusqu'à ses 107 ans, lorsqu'elle a emménagé dans une maison de retraite. Elle souffrait de démence, mais a pu marcher avec un déambulateur jusqu'à ses 114 ans. Chaque année, son anniversaire était célébré officiellement par la ville de Willits, la dernière étant un défilé en voiture pour marquer son 116e anniversaire en 2024.
En 1933, elle a épousé Elmer Keenan, qu'elle avait rencontré au lycée, et a déménagé avec lui à Santa Rosa, en Californie, où il a travaillé comme typographe pour The Press Democrat. Ils ont adopté une fille, Laureen, qui est décédée en 2003, et elle est retournée à Willits en 1971. Après être devenue veuve en 1984, elle a épousé Charles Ceccarelli en 1986 et est devenue veuve une seconde fois en 1990.
Edith Ceccarelli a survécu à ses six jeunes frères et sœurs, à ses deux maris, à sa fille et à ses trois petits-enfants. Elle est devenue la personne vivante la plus âgée des États-Unis lorsque Bessie Hendricks, originaire de l'Iowa, est décédée en janvier 2023.
Edith Ceccarelli est décédée le 22 février 2024, à l'âge de 116 ans. Au moment de son décès, elle était la plus vieille Américaine vivante et la deuxième personne vivante la plus âgée au monde. À la mort d'Edith Ceccarelli, Elizabeth Francis est devenue la personne vivante la plus âgée des États-Unis.